# Гвардија (Тренто)
Гвардија (итал. Guardia) је насеље у Италији у округу Тренто, региону Трентино-Јужни Тирол.
Према процени из 2011. у насељу је живело 74 становника. Насеље се налази на надморској висини од 885 м.